# Municipio de Nyköping
El Municipio de Nyköping (del sueco: Nyköpings kommun) es un municipio en la Provincia de Södermanland en el sudeste de Suecia. Su cabecera está situada en la ciudad de Nyköping.
El municipio fue creado en 1971 con la fusión de la Ciudad de Nyköping y un gran número de otros municipios. Fue dividido en tres partes en 1992, cuando el Municipio de Gnesta y el Municipio de Trosa fueron creados.

## Industria
El municipio tiene 3.000 compañías pero más del 50% son compañías formadas por una sola persona. Solamente 80 tienen más de 25 empleados, de las cuales 33 tienen más de 50 empleados.
Un antiguo aeródromo militar en el municipio sirve ahora como un aeropuerto civil llamado Aeropuerto de Estocolmo-Skavsta.

## Ciudades hermanadas
Las "hermanas nórdicas" fueron creadas luego de la Segunda Guerra Mundial. En orden cronológico:
- Nykøbing Falster (Dinamarca) (1947)
- Iisalmi (Finlandia)
- Notodden (Noruega)
- Lauf an der Pegnitz (Alemania)
- Salacgrīva (Letonia)
- Vyborg (Rusia)